# Biologia sintètica
La biologia sintètica  és un nou camp d'investigació que combina ciència i enginyeria. El seu objectiu és el disseny i construcció de sistemes biològics. Hi ha quatre branques de recerca, que representen les diferents aproximacions que prenen els investigadors depenent de la seva àrea de procedència.

## Biologia
El principal interès dels biòlegs és aprendre més sobre el funcionament intern dels éssers vius. Una de les millors formes de comprovar si una teoria o model és correcte és construir una instància de l'ésser sota estudi i comprovar el seu correcte funcionament. Si l'ésser viu i funciona igual que la versió natural, es pot afirmar que el model és correcte. Tanmateix, si l'ésser mor o presenta un funcionament defectuós es pot afirmar que el model és incorrecte o incomplet. Estudiant la diferència entre el funcionament de l'ésser natural i l'artificial es pot refinar el model. El represilador de Michael Elowitz és un bon exemple d'aquesta aproximació a la biologia sintètica.
S'ha utilitzat una àmplia varietat d'aparells matemàtics en la construcció dels models, incloent teoria de grafs, xarxes booleanes, equacions diferencials, equacions diferencials estocàstiques i  màster equations . El treball d'Adam Arkin i Alexander van Oudenaarde és molt rellevant en aquesta àrea.

## Química
Els sistemes biològics són sistemes físics que contenen components químics. Durant el segle xx la química va passar de l'estudi de les reaccions que es donen en la natura al disseny de nous compostos, donant lloc a la química sintètica. En la mateixa línia, alguns aspectes de la biologia sintètica poden ser considerats una aplicació de la química sintètica a la biologia. Els treballs d'Eric Kool a Stanford, Steven Benner a Florida, Carlos Bustamante a Berkeley i Jack Szostak a Harvard són els millors exemples d'aquesta aproximació.

## Enginyeria
Els enginyers veuen la biologia com un camp més de la tecnologia. Els seus objectius són el disseny i construcció de sistemes que manipulin elements químics, fabriquen materials, produeixin energia, etc. En l'actualitat s'està fent un gran esforç en el desenvolupament d'eines CAD que facilitin i abarateixin el disseny de sistemes biològics. Els treballs de Tim Gardner i Jim Collins, el concurs iGEM i el  Registry of Standard Biological Parts  representen una bona selecció de treballs utilitzant aquesta aproximació.

## Informàtica
Drew Endy ha aplicat amb èxit a certs sistemes biològics, com el bacteriòfag T7, una tècnica informàtica coneguda com a remanufacturados. La idea consisteix a reescriure l'ADN de l'ésser sota estudi eliminant l'ADN  escombraries  i evitant el solapament. D'aquesta manera s'aconsegueixen sistemes biològics fàcilment comprensibles pels humans i, per tant, fàcilment modificables.
Un altre camp de recerca fortament influït per la informàtica és el disseny i construcció de sistemes biològics capaços de processar informació.

## Seguretat i ètica
Les noves opcions de la biologia sintètica porten també noves qüestions d'ètica i de seguretat. Una nova tecnologia amb la meta de "crear vida", o almenys reprogramar organismes vius, pot causar també nous reptes ètiques. La bioseguretat és un altre tema que s'ha de tenir en compte. Es distingeix entre implicacions sense intenció (per exemple un accident en un laboratori, en anglès "biosafety"), i l'ús de la tecnologia amb mala intenció (per exemple la creació de nous tipus de virus, en anglès: "biosecurity"). A Europa el projecte SYNBIOSAFE està investigant les possibles implicacions ètiques i de seguretat.
Un grup de València ha elaborat un llibre, Sins, Ethics and Biology, a Comprehensive Approach, en el qual aborda el tema de la seguretat i l'ètica de manera extensa.
- Mycoplasma laboratorium

## Biogenètica
En el concepte "" biologia sintètica ""  és necessari partir d'idees i conceptes cognoscitius necessaris quan s'explica que és la "biologia sintètica". L'acostumament del lèxic científic ha fet que es doni el qualificatiu semàntic de "sintètic" a processos bio-físic-químics que tendeixen a ser pròpiament de caràcter "artificial", el que en part és cert i no a la vegada.
En la nova concepció teòrica sobre què és sintètic? (A) desenvolupada per " IDEXNAMI"  (autor del sintetisme) s'entén per "sintètic" a la "conjunció" o aportació de dos o milers de característiques, coneixements, mètodes, destreses (exemple: física, química, informàtica, matemàtiques, enginyeria) diverses que porten a l'origen d'un producte nou i diferent com en el cas de la producció de virus (enginyeria, informàtica, física, química, virologia) i la transferència d'un material genètic X a altres que no ho tenen; donant lloc a un producte similar, mitjançant la manipulació genètica en laboratori o el que es dona en la generació d'aliments híbrids. L'androide o home nuclear (popularitzat a la sèrie de TV) va en aquest camí, que és un ésser natural però té parts artificials que potencialitzen seves destreses i el fan un super-home.
És bo definir el punt de partida del "sintètic" que ve de "síntesi" (no associar a síntesi com resum un vague coneixement simplista perquè el resum pot ser d'un tema X, però no sempre és la síntesi de diversos temes). La síntesi és un procés superior i més complex on s'uneixen diverses potencialitats, coneixement i característiques i sobretot a vegades en aparença "contraposades o diferents". Aquesta és la qualitat inconfusible del sintètic que uneix "aparents oposats" i genera un producte nou diferent, que podríem utilitzant la biotipologia anomenar fins i tot "superior". Exemple: grup racial ètnic banc X1 amb un altre negre Z3 = mulat.
El descobriment, invenció, desenvolupament, prototip que sorgeix no sempre és axiomàtic que sigui de "DOS" variables, patrons o biotipus sinó de múltiples, com el cas de les combinacions genètiques que es donen en la concepció humana mitjançant la mitosi I/apuntes/2a parcial/mitosavolaje.htm que donen origen al "mestís" a qui d'una manera precisa el definim com un "ser biològic sintètic natural". Pseudònim autor: IDEXNAMI. (Registrat en Direcció Nacional de Drets d'Autor: NIC Argentina, SENAPI Bolívia).

## Biologia Sintètica Natural i Biologia Sintètica Artificial o amb la intervenció de l'home
Implícitament en la ' "Genètica Bio-Sintètica"  els productes donants o aportants transfereixen per la seva intermedi aproximadament més 3.500 caràcters genètics (una part) i l'altra fa el mateix, el que sumat donaria lloc a l'origen del "nou SER sintètic", (combinació en l'excel·lència genètica) natural, amb "ordre i equilibri" (sintètic) on no hi ha la possibilitat de l'error o manipulació científica que al seu torn genera el dubte i la pregunta de per a què es crea una vida sintètica? (artificial quan intervé l'home) o quina finalitat persegueix aquest treball? 5 i treballar en aquest camp ja entrem a anàlisi religiós.
A la natura, en l'ordre de la perpetuació de l'espècie humana, es dona des de fa més de 30.000 anys d'evolució humana el  "procés sintètic natural"  o la "Biologia Sintètica Humana" sense la manipulació o intervenció de l'home. El "mestissatge sintetitzador", és el gran agent que opera en els diversos grups humans, ètnies o races que en interaccionar de manera natural (sexual) generen un  "producte nou sintètic" , un "ser biològic sintètic natural" (fill), que és el resultat de l'aportació de dos patrons, progenitors, (pare-mare) diferent, i els aportants han estat de diverses cultures, comportament ètnic diferent, lloc de procedència, color o idioma diferent, etc., però que no és obstacle per a donar lloc a un "nou ésser" diferent. El "mestís" és aquest producte o  "ser biològic sintètic natural"  que sorgeix de manera natural en la perpetuació de les espècies. Tenim de forma concreta resultat d'aquest procés al: mulat.
Aprofundint aquest tema els prototips biològics del futur pel desenvolupament científic van fent veure que l'home del 3000 serà no només "biològic sintètic natural" sinó un  "ser biològic sintètic natural i artificial" . En aquesta tasca venim treballant els "sintètica" (místic-científics) actualment; buscant que es doni: "primer el Sintètic-natural abans que l'artificial" (axioma). Deu la Llei  "natural"  regir al  "artificial"  i aquest últim servir l'home amb un cap pacífic i d'aconseguir la seva llibertat material espiritual. El SER-humà del futur no pot ser esclau del capital o l'Estat "- capitalisme o socialisme - (matèria) perquè és també un ésser espiritual. Pseudònim autor: IDEXNAMI. (Registrat en Direcció Nacional de Drets d'Autor: NIC Argentina, SENAPI Bolívia).

## Multimèdia
- Entrevistes de vídeo amb experts i ONG (en anglès)